# Outremécourt
Outremécourt település Franciaországban, Haute-Marne megyében. Lakosainak száma 78 fő (2022. január 1.). Outremécourt Médonville, Sartes, Sommerécourt, Soulaucourt-sur-Mouzon, Vaudrecourt, Gendreville és Bourmont entre Meuse et Mouzon községekkel határos.

## Népesség
A település népességének változása:
| Lakosok száma | 131  | 124  | 113  | 92   | 99   | 100  | 90   | 84   | 83   | 78   |
|               | 1968 | 1982 | 1990 | 2006 | 2013 | 2015 | 2017 | 2019 | 2020 | 2022 |